# Trichopetalum subterraneum
Trichopetalum subterraneum är en mångfotingart som beskrevs av Ottis Robert Causey 1967. Trichopetalum subterraneum ingår i släktet Trichopetalum och familjen Trichopetalidae. Inga underarter finns listade i Catalogue of Life.